# Bataille de Zorndorf
Guerre de Sept Ans
Batailles
- Minorque (navale) (1756)
- Pirna (1756)
- Lobositz (1756)
- Reichenberg (1757)
- Prague (1757)
- Kolin (1757)
- Hastenbeck (1757)
- Gross-Jägersdorf (1757)
- Moys (1757)
- Rochefort (1757)
- Rossbach (1757)
- Breslau (1757)
- Leuthen (1757)
- Carthagène (navale) (1758)
- Olomouc (1758)
- Saint-Malo (1758)
- Rheinberg (1758)
- Krefeld (1758)
- Domstadl (1758)
- Cherbourg (1758)
- Zorndorf (1758)
- Saint-Cast (1758)
- Tornow (1758)
- Lutzelberg (1758)
- Hochkirch (1758)
- Bergen (1759)
- Kay (1759)
- Minden (1759)
- Kunersdorf (1759)
- Neuwarp (navale) (1759)
- Hoyerswerda (1759)
- Baie de Quiberon (navale) (1759)
- Maxen (1759)
- Meissen (1759)
- Glatz (1760)
- Landshut (1760)
- Corbach (1760)
- Emsdorf (1760)
- Dresde (1760)
- Warburg (1760)
- Liegnitz (1760)
- Rhadern (1760)
- Berlin (1760)
- Kloster Kampen (1760)
- Torgau (1760)
- Belle-Île (1761)
- Langensalza (1761)
- Cassel (1761)
- Grünberg (1761)
- Villinghausen (1761)
- Ölper (1761)
- Kolberg (1761)
- Wilhelmsthal (1762)
- Burkersdorf (1762)
- Lutterberg (1762)
- Reichenbach (1762)
- Almeida (1762)
- Valencia de Alcántara (1762)
- Nauheim (1762)
- Vila Velha de Ródão (1762)
- Cassel (1762)
- Freiberg (1762)

- Jumonville Glen (1754)
- Fort Necessity (1754)
- Fort Beauséjour (1755)
- 8 juin 1755
- Monongahela (1755)
- Petitcoudiac (1755)
- Lac George (1755)
- Fort Bull (1756)
- Fort Oswego (1756)
- Kittanning (1756)
- En raquettes (1757)
- Pointe du Jour du Sabbat (1757)
- Fort William Henry (1757)
- German Flatts (1757)
- Lac Saint-Sacrement (1758)
- Louisbourg (1758)
- Le Cran (1758)
- Fort Carillon (1758)
- Fort Frontenac (1758)
- Fort Duquesne (1758)
- Fort Ligonier (1758)
- Québec (1759)
- Fort Niagara (1759)
- Beauport (1759)
- Plaines d'Abraham (1759)
- Sainte-Foy (1760)
- Neuville (1760)
- Ristigouche (navale) (1760)
- Mille-Îles (1760)
- Signal Hill (1762)

- Cap-Français (1757)
- Martinique (1759)
- Guadeloupe (1759)
- Dominique (1761)
- Martinique (1762)
- Cuba (1762)

- Chandernagor (1757)
- Plassey (1757)
- Gondelour (1758)
- Négapatam (navale) (1758)
- Condore (1758)
- Madras (1758)
- Pondichéry (navale) (1759)
- Masulipatam (1759)
- Chinsurah (1758)
- Wandiwash (1760)
- Pondichéry (1760-1761)
- Manille (1762)

- Saint-Louis (1758)
- Gorée (1758)
- Gambie

La bataille de Zorndorf oppose le 25 août 1758 les Prussiens commandés par Frédéric II et les Russes du général Villim Fermor, au début de la guerre de Sept Ans (1756-1763).
C'est pour Frédéric une victoire à la Pyrrhus[réf. nécessaire] : les Russes se replient en bon ordre, tandis que l'armée prussienne, réduite de moitié, est affaiblie.

## Circonstances
Après la bataille de Kolin, qui a contraint les Prussiens à évacuer la Bohême à l'été 1757, et la campagne d'automne où, commandés par le duc de Brunswick-Bevern, ils subissent une nouvelle défaite à Breslau, Marie-Thérèse d'Autriche pense pouvoir prendre sa revanche sur Frédéric II ; mais les Prussiens battent les Autrichiens à Leuthen (décembre 1757), montrant que la guerre est loin d'être finie.
En janvier 1758, la Russie, alliée de l’Autriche, envahit la Prusse-Orientale avec 50 000 hommes sous le commandement de Villim Fermor. En juillet 1758, l'armée russe reprend sa progression vers le Brandebourg, menaçant le cœur de l’État prussien. L'armée prussienne de Christophe II de Dohna-Schlodien, qui affronte les Suédois en Poméranie, doit faire mouvement vers le sud pour essayer d'arrêter la progression de l'armée russe et de l'empêcher de prendre la forteresse de Custrin. Le général russe n'est plus qu'à une centaine de kilomètres de Berlin, où il doit faire sa jonction avec les troupes autrichiennes commandées par le feld-maréchal von Daun.
Frédéric II veut empêcher cette jonction, qui signifierait la chute de Berlin. Il laisse une partie de ses forces en observation sous le commandement du prince Charles-Frédéric-Albert de Brandebourg-Schwedt et se porte en personne à la rencontre des Russes. Von Dohna, informé de ce mouvement, lève le siège de Custrin et prend position à Zorndorf, à 10 km au nord-est de cette ville.

## La bataille
Le 25 août, l'infanterie prussienne attaque un corps d'observation russe, composé de jeunes recrues. Les Russes parviennent à se tenir à portée de la cavalerie de Seydlitz, jusqu'à ce que celle-ci finisse par les accrocher[pas clair]. La cavalerie russe, mise en difficulté, bat en retraite pour se réfugier derrière les lignes d'infanterie, mais celles-ci, dans la confusion du combat, ouvrent le feu sur leurs compatriotes. L'infanterie de Frédéric surgit à ce moment sur l'aile gauche des Russes.
Durant les affrontements qui suivent, chacun des camps se trouve rapidement à court de poudre et les soldats se lancent dans des combats au corps à corps. Lorsque certains bataillons prussiens montrent des signes de fatigue, Frédéric se porte au combat pour mener lui-même ses hommes. Les combats continuent jusqu'à la tombée de la nuit.

## Bilan
La bataille a été décrite par les contemporains comme une des plus sanglantes du XVIIIe siècle. Un officier prussien rapporte que « les corps des Russes recouvraient le champ de bataille, ils embrassaient leurs canons tandis qu'ils se faisaient sabrer, mais ne voulaient toujours pas battre en retraite. » Après la bataille, Frédéric II prononce une phrase restée célèbre : « Il est plus simple de tuer des Russes que de gagner contre eux. »  
Les Prussiens déplorent la perte de 11 000 à 12 000 hommes, tandis que les pertes russes sont estimées à 22 000 hommes.
La bataille demeure cependant assez indécise. La victoire prussienne tient avant tout au fait que les Russes ont laissé le terrain à l'ennemi.[pas clair]
Sur le plan moral, la ténacité des Russes, leur refus d'abandonner le champ de bataille avant la nuit, malgré leurs lourdes pertes, marquent durablement Frédéric et ses soldats, suscitant même du respect.
Par ailleurs, la retraite des Russes laisse l'armée autrichienne seule face à Frédéric.